# Tom Poti
Thomas Emilio Poti (* 22. března 1977 ve Worcesteru, Massachusetts, USA) je bývalý americký hokejový obránce.

## Hráčská kariéra
Chodil do střední školy Saint Peter-Marian 2 roky. Po ukončení střední školy hrál v akademii Cushing, později hrál za Boston University v lize Hockey East. Za BU vyhrál Beanpot. V roce 1996 byl draftován týmem Edmonton Oilers ve třetím kole, 59. celkově. Kariéru v NHL nastartoval v sezóně 1998/99 za Oilers a byl vybrán do NHL All-Rookie Team. 19. března 2002 byl vyměněn s Remem Murraym výměnou za Mikea Yorka a výběr čtvrtého kola v draftu NHL 2002 do New York Rangers. Během doby strávené v Rangers se stal neoblíbeným hráčem u fanoušků. V létě 2006 podepsal smlouvu jako volný hráč s týmem New York Islanders. V utkání Islanders proti Rangers v Madison Square Garden, byl pokaždé vypískán diváky když měl puk. Za New York Islanders odehrál jednu sezónu. 1. července 2007 podepsal čtyřletou smlouvu s týmem Washington Capitals v hodnotě 3.500.000 dolarů ročně. V sezóně 2008/09 s Capitals postoupil do playoff, v první fázi narazili právě na soupeře New York Rangers. V roce 2010 prodloužil s vedením Caps smlouvu o následující dva roky. V průběhu sezóny 2010/11 se opakovala zranění třísla a sezóna pro něho skončila. V září 2011 oznámil generalní ředitel George McPhee, zranění třísel se nelepší a vynechá celou část sezóny 2011/12. 13. ledna 2013 se po dlouhem léčení postavil do utkání, nastoupil do dvou zápasů na rozehrání ve farmě v Hershey Bears. Hned v prvním zápase vstřelil branku. Poté byl opět zařazen do hlavního kádru Capitals. Po vypršení kontraktu se stal v létě 2013 volným hráčem. Další angažmá si již nenašel a 1. května 2014 ukončil hráčskou kariéru.

## Zajímavosti
Trpí těžkou potravinovou alergií. Nesmí jíst potraviny jako čokoládu, arašídy, a glutaman sodný, mohou být pro něho smrtelné.

## Ocenění a úspěchy
- 1997 NCAA - První All-American Tým (Východ)
- 1999 NHL - All-Rookie Team

## Prvenství
- Debut v NHL - 10. října 1998 (Edmonton Oilers proti Los Angeles Kings)
- První gól v NHL - 18. listopadu 1998 (Edmonton Oilers proti Detroit Red Wings, kanadskému brankáři Chris Osgood)
- První asistence v NHL - 29. listopadu 1998 (Edmonton Oilers proti Chicago Blackhawks)

## Klubové statistiky
| Sezóna       | Klub                    | Soutěž       |     | Základní část | Základní část | Základní část | Základní část | Základní část |   | Play off | Play off | Play off | Play off | Play off |
| Sezóna       | Klub                    | Soutěž       | Z   | G             | A             | B             | TM            | Z             | G | A        | B        | TM       |          |          |
| 1992–93      | St. Peter's Marian High | USHS         | 55  | 25            | 46            | 71            | —             | —             | — | —        | —        | —        |          |          |
| 1993–94      | Cushing Academy         | USHS         | 30  | 10            | 35            | 45            | —             | —             | — | —        | —        | —        |          |          |
| 1994–95      | Cushing Academy         | USHS         | 36  | 17            | 54            | 71            | 35            | —             | — | —        | —        | —        |          |          |
| 1994–95      | Central Mass Outlaws    | MBHL         | 8   | 8             | 10            | 18            | —             | —             | — | —        | —        | —        |          |          |
| 1995–96      | Cushing Academy         | USHS         | 29  | 14            | 59            | 73            | 18            | —             | — | —        | —        | —        |          |          |
| 1996–97      | Boston University       | HE           | 38  | 4             | 17            | 21            | 54            | —             | — | —        | —        | —        |          |          |
| 1997–98      | Boston University       | HE           | 38  | 13            | 29            | 42            | 60            | —             | — | —        | —        | —        |          |          |
| 1998–99      | Edmonton Oilers         | NHL          | 73  | 5             | 16            | 21            | 42            | 4             | 0 | 1        | 1        | 2        |          |          |
| 1999–00      | Edmonton Oilers         | NHL          | 76  | 9             | 26            | 35            | 65            | 5             | 0 | 1        | 1        | 0        |          |          |
| 2000–01      | Edmonton Oilers         | NHL          | 81  | 12            | 20            | 32            | 60            | 6             | 0 | 2        | 2        | 2        |          |          |
| 2001–02      | Edmonton Oilers         | NHL          | 55  | 1             | 16            | 17            | 32            | —             | — | —        | —        | —        |          |          |
| 2001–02      | New York Rangers        | NHL          | 11  | 1             | 7             | 8             | 2             | —             | — | —        | —        | —        |          |          |
| 2002–03      | New York Rangers        | NHL          | 80  | 11            | 37            | 48            | 58            | —             | — | —        | —        | —        |          |          |
| 2003–04      | New York Rangers        | NHL          | 67  | 10            | 14            | 24            | 47            | —             | — | —        | —        | —        |          |          |
| 2005–06      | New York Rangers        | NHL          | 73  | 3             | 20            | 23            | 70            | 4             | 0 | 0        | 0        | 2        |          |          |
| 2006–07      | New York Islanders      | NHL          | 78  | 6             | 38            | 44            | 74            | 5             | 0 | 3        | 3        | 6        |          |          |
| 2007–08      | Washington Capitals     | NHL          | 71  | 2             | 27            | 29            | 46            | 7             | 0 | 1        | 1        | 8        |          |          |
| 2008–09      | Washington Capitals     | NHL          | 52  | 3             | 10            | 13            | 28            | 14            | 2 | 5        | 7        | 4        |          |          |
| 2009–10      | Washington Capitals     | NHL          | 70  | 4             | 20            | 24            | 42            | 6             | 0 | 4        | 4        | 5        |          |          |
| 2010–11      | Washington Capitals     | NHL          | 21  | 2             | 5             | 7             | 8             | —             | — | —        | —        | —        |          |          |
| 2012–13      | Hershey Bears           | AHL          | 2   | 1             | 0             | 1             | 0             | —             | — | —        | —        | —        |          |          |
| 2012–13      | Washington Capitals     | NHL          | 16  | 0             | 2             | 2             | 2             | —             | — | —        | —        | —        |          |          |
| Celkem v NHL | Celkem v NHL            | Celkem v NHL | 824 | 69            | 258           | 327           | 588           | 51            | 2 | 17       | 19       | 29       |          |          |

## Reprezentace
| Rok          | Tým          | Soutěž       | Z  | G | A | B | TM |
| ------------ | ------------ | ------------ | -- | - | - | - | -- |
| 1996         | USA 20       | MSJ          | 6  | 0 | 3 | 3 | 0  |
| 1997         | USA 20       | MSJ          | 7  | 1 | 3 | 4 | 6  |
| 2002         | USA          | OH           | 6  | 0 | 1 | 1 | 4  |
| Celkem v MSJ | Celkem v MSJ | Celkem v MSJ | 13 | 1 | 4 | 5 | 10 |